# Св. св. Кирил и Методий (Цар-Петрово)
„Св. св. Кирил и Методий“ е православна църква в село Цар-Петрово, България, част от Видинската епархия на Българската православна църква.

## История
Църквата е издигната в 1910 година при свещеник Никола и кмета Гено Стоянов. Предприемач е Филип Тасов от Видин, а майстор на градежа Лазар Иванов. Камбанарията е отлята на място с пари на селяните. Зографията в храма е дело на видния дебърски майстор Мелетий Божинов. През 1912 година храмът, който е умалено копие на видинския катедрален храм „Свети Димитър“, е осветен от митрополит Неофит Видински.
В 2011 година започва проект за ремонт на храма, но ремонтът започва едва в 2021 година.